# (466337) 2013 RU28
(466337) 2013 RU28 es un asteroide perteneciente al cinturón de asteroides, descubierto el 29 de octubre de 2008 por el equipo Spacewatch desde el Observatorio Nacional de Kitt Peak (Arizona, Estados Unidos).